# Пратика ди Маре (Рим)
Пратика ди Маре је насеље у Италији у округу Рим, региону Лацио.
Према процени из 2011. у насељу је живело 17 становника. Насеље се налази на надморској висини од 87 м.